# Bimetalismo

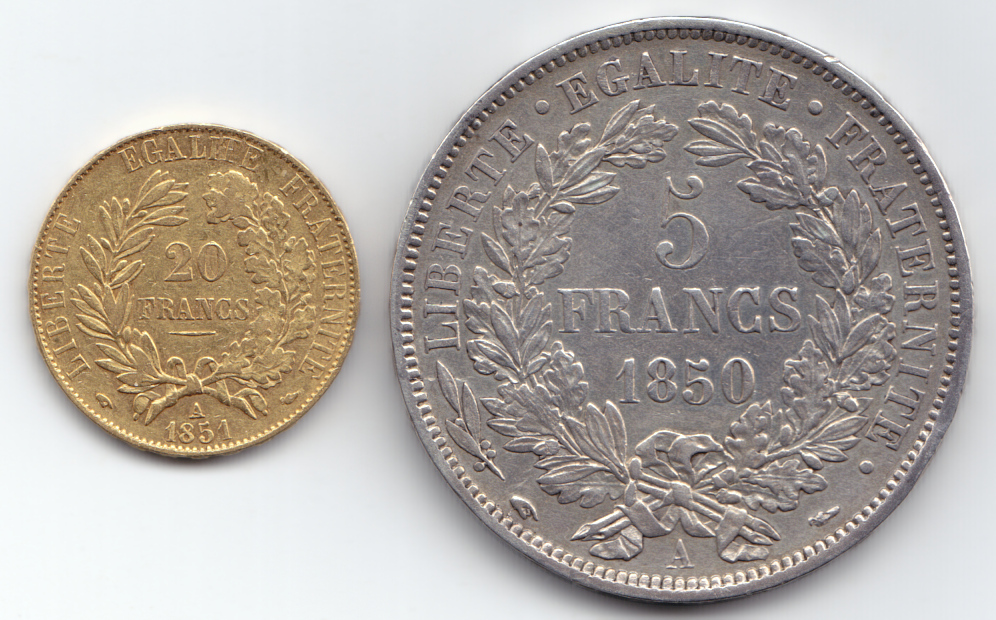
Moneda de 20 francos de oro y 5 francos de plata, época de la Segunda República Francesa. Peso 6,41 y 24,94 g.

El bimetalismo es un régimen o sistema monetario basado en el uso de dos metales, tradicionalmente oro y plata, en lugar de uno solo (monometalismo).
En el siglo xix, un sistema bimetálico definía por ley la unidad monetaria de una nación, en términos de cantidades fijas de oro y plata (estableciéndose automáticamente una tasa de cambio entre los dos metales). Otra posible definición del patrón bimetálico es el compromiso por parte de la autoridad económica de adquirir oro o plata a determinados precios expresados en la unidad monetaria de curso legal.
El sistema proveyó un mercado ilimitado y exento de gravámenes para ambos minerales, sin imponer restricciones sobre el uso y acuñación de ningún metal, haciendo al dinero en circulación cobrable en oro o plata. 
Debido a que cada nación aplica su propia tasa de cambio entre los dos metales, las tasas resultantes a menudo difieren de un país a otro. Cuando el índice oficial de precios muestra una diferencia respecto a la tasa de precios en el mercado abierto, la ley de Gresham opera de tal forma que sólo las monedas de un metal permanecen en circulación.
A lo largo de una serie de años, con el patrón bimetálico, el valor real de la unidad monetaria se mantiene en un valor intermedio entre los distintos niveles que cada metal habría realizado por sí solo.
Un sistema monometálico que usa el oro como patrón muestra una reacción más favorable a los cambios en oferta y demanda y fue ampliamente adoptado después de 1867.